# Orimarga sanguinicolour
Orimarga sanguinicolour är en tvåvingeart som beskrevs av Alexander 1956. Orimarga sanguinicolour ingår i släktet Orimarga och familjen småharkrankar.
Artens utbredningsområde är Fiji. Inga underarter finns listade i Catalogue of Life.